# Famille de Sars
La famille de Sars est une famille subsistante de la noblesse française d’extraction chevaleresque, qualifiée par Goethals de « Maison d’une haute antiquité, datant des premiers temps de la féodalité ». Originaire du Hainaut, alors état quasi-souverain surgi du royaume de Lotharingie et rattaché nominalement au Saint-Empire Germanique (aujourd’hui en Belgique), la famille de Sars a eu pour berceau une terre seigneuriale de son nom (Sars devenue Sars-la-Bruyère en 1792). La famille de Sars est devenue française par le traité de Nimègue du 17 septembre 1678 où l’Espagne cédait à la France notamment les territoires où elle était implantée. La famille de Sars est toujours présente et a formé plusieurs lignées toujours établies en France.

## Histoire
Grâce aux travaux et publications généalogiques successives en 1664 de Jean-Baptiste Le Blond, en 1892 du chevalier William de Sars et en 1956 du comte Maxime de Sars, on a aujourd’hui une bonne connaissance de l’histoire de la famille de Sars. La généalogie de Jean-Baptiste Le Blond de 1664, attestée par le roi d’armes des Pays-Bas le 21 juillet 1670, avait été établie à la demande de Maximilien de Sars, échevin de la ville de Valenciennes. En effet, en remerciement de son action pour la défense de la ville de Valenciennes assiégée en 1656, Maximilien de Sars avait reçu des lettres d’anoblissement du roi d’Espagne, Philippe IV, mais il refusa cet anoblissement en prouvant, par cette généalogie, « qu’il descendait légitimement en ligne directe et masculine de la maison de Sars d’ancienneté noble ».
La généalogie évoquée précédemment établit la filiation de Maximilien de Sars (1616-1685, aïeul commun à toutes les lignées de Sars subsistantes) depuis Gilles Barat, chevalier, qui vivait en 1287 et était l’un des vassaux hainuyers de Jean de Flandre. Son fils Guillaume Barat de La Haye, qui acquit par sa femme la terre et seigneurie de Sars, a été armé chevalier, avec son frère Gilles, par l’empereur Albert de Habsbourg lors des fêtes de son couronnement à Aix-la-Chapelle en 1301. Le petit-fils du susnommé Guillaume, lui-même Guillaume Barat de La Haye, chevalier, seigneur de Sars et du Maisnil, fut Grand bailli du Hainaut en 1360.
Les hautes charges que plusieurs membres de cette famille ont exercées, sous les comtes de Hainaut et les ducs de Bourgogne, leur intervention dans les événements qui se rattachent à l’histoire du Hainaut, leurs libéralités envers les établissements religieux ont laissé, principalement aux XIVe et XVe siècles, de nombreuses traces dans les chroniques et les cartulaires. Sous la domination espagnole, cette famille figure encore avec honneur dans les charges et emplois publics. Reçus à la Chambre de la noblesse des États du pays et comté du Hainaut, on trouve aussi en grand nombre ses représentants sur la liste des gentilshommes qui, en qualité de membre composant la noblesse, ont assisté aux assemblées générales des États depuis le 19 décembre 1536 jusqu’en 1779. On les retrouve également parmi les gentilshommes ou officiers qui veillèrent sur Louis XV puis Louis XVI ou soutinrent Charles X et, plus récemment, parmi les officiers qui donnèrent leur vie pour la France lors des deux guerres mondiales du XXe siècle.
La famille de Sars est devenue française par le traité de Nimègue du 17 septembre 1678 et, cent ans plus tard en 1777, un acte atteste de la reconnaissance de noblesse française de la famille de Sars.
Aujourd’hui 4 branches subsistent, toutes avec la même filiation à Maximilien de Sars (1616-1685) – la branche du Werppe, la branche d’Urcel, la branche de Curessy et la branche de Nouvion – avec, au 23 mars 2021, précisément 50 porteurs masculins vivants du nom Sars.

## Armoiries
Armes : « d'or à la bande de gueules chargée de trois lions d’argent, armés et lampassés d’azur »
La forme primitive « d'or à la bande de gueules chargée de trois lions d’argent » ainsi que le cri « Ligne ! » des Sars, laisse à supposer que la famille de Sars est une branche cadette de la maison des princes de Ligne, laquelle porte une bande de gueules sur fond d’or, les trois lions étant une brisure de cadets.
Couronne : depuis le XVIIIe siècle couronne de comte ou de marquis pour la branche de Curgies, éteinte.
Supports : deux lions d’or, lampassés de gueules en barroque ou passants et adossés.
Devise : Honor et libertas.

## Personnages notables
- Gilles Barat, chevalier, seigneur de Sars (vivait en 1287), vassal hainuyer de Jean de Flandre, comte de Namur (1er degré)
- Guillaume Barat de La Haye, seigneur de Sars et du Maisnil (†1364), chevalier, Grand bailli du Hainaut (4ème degré)
- Guillaume de Sars (ca 1370-1438), chevalier, conseiller et chambellan du duc de Bourgogne, Philippe le Bon, Grand bailli du Hainaut (6ème degré)
- Maximilien de Sars (1616-1685), chevalier, échevin de la ville de Valenciennes (13ème degré)
- Jean Charles Joseph Hyacinthe de Sars (1733-1802), lieutenant des maréchaux de France au siège présidial de Laon, procureur syndic de l'assemblée d'élection de la même ville pour la noblesse, commissaire pour la formation du département de l'Aisne en 1790, il devient maire de Laon en 1800 (15ème degré)
- Casimir de Sars de Solmon (1767-1859), capitaine d’infanterie, commandant de la garde nationale de Valenciennes, auteur de généalogies conservées à la Bibliothèque de Valenciennes (17ème degré)
- Pierre Joseph de Sars de la Suze (1779-1833), maire de Laon (1822-1830), soutien actif de Charles X (16ème degré)
- Comte Maxime de Sars (1886-1960), historien, outre cent quatre-vingt-deux articles publiés entre 1908 et 1960, il écrivit près d’une soixantaine d’ouvrages d’histoire, principalement des monographies des villes et villages de Picardie. Il participa à la fondation de l’Association d’entraide de la noblesse française (ANF) (19ème degré)
- Edmond, comte de Sars, capitaine au 407e régiment d’infanterie, chevalier de la Légion d’honneur, décoré de la croix de guerre avec palmes, mort pour la France le 26 septembre 1915 à Wimy en Artois (19ème degré)
- Pierre, comte de Sars, capitaine au 2ème régiment de tirailleurs marocains, chevalier de la Légion d’honneur, décoré des croix de guerre des TOE et de 1939-45, mort pour la France le 18 mai 1940 à Feluy dans le Hainaut (20ème degré)